# Agrilinae
Agrilinae (= Cylindromorphinae Portevin 1931; Trachyinae Gory & Laporte, 1839) — подсемейство жуков-златок.

## Описание
Тело сверху уплощённое, почти треугольное, или тело уплощённое, и тогда голени скрыты в углублениях бёдер.

## Систематика
- Agrilini
  - Agrilus Curtis, 1825
- Aphanisticini
  - Aphanisticus Latreille, 1810
  - Endelus Deyrolle, 1864
- Coraebini
  - Coraebus Laporte & Gory, 1836
  - Meliboeus Deyrolle, 1864
- Cylindromorphini
  - Cylindromorphus Kiesenwetter, 1857
  - Paracylindromorphus Théry, 1928
- Trachini
  - Habroloma Thomson, 1864
  - Trachys Fabricius, 1801